# Kwas eikozapentaenowy
Kwas eikozapentaenowy (EPA), C
19H
29COOH – organiczny związek chemiczny z grupy kwasów omega-3 (ω−3). Jest to wielonienasycony kwas tłuszczowy, w którym grupa karboksylowa znajduje się na końcu 19-członowego łańcucha węglowodorowego zawierającego 5 wiązań podwójnych o konfiguracji cis połączonych mostkami metylenowymi. Licząc od ostatniego węgla w łańcuchu, tj. węgla ω, pierwsze wiązanie podwójne znajduje się przy trzecim atomie węgla (ω−3).
EPA wpływa na zmniejszenie aktywności fosfolipazy A2. Jest on substratem do wytwarzania kwasu dokozaheksaenowego (DHA) i może być łatwo w niego przekształcany. EPA jest niezbędny do przekazywania informacji między włóknami nerwowymi i jest stosowany w trudnościach z nauką i koncentracją, zazwyczaj łącznie z innymi kwasami omega-3 (np. DHA) oraz omega-6 (np. kwasem arachidonowym, AA). Podobnie jak inne kwasy omega-3 jest używany w leczeniu wspomagającym także wielu innych chorób (m.in. łuszczycy).